# Grivska
Grivska es un pueblo ubicado en la municipalidad de Arilje, en el distrito de Zlatibor, Serbia.

## Superficie
Posee una superficie de 16,67 kilómetros cuadrados.

## Demografía
Hasta 2011 la población era de 293 habitantes, con una densidad de población de 17,57 habitantes por kilómetro cuadrado.